# 室木線
室木線（日语：／ Muroki sen */?）曾經是一條連結日本福岡縣遠賀郡遠賀町的遠賀川站至鞍手郡鞍手町的室木站，屬於日本國有鐵道（國鐵）的鐵路線（地方交通線）。根據1980年（昭和55年）的國鐵再建法實施獲指定為第1次特定地方交通線，1985年（昭和60年）4月1日全線廢除。

## 路線資料
- 管轄：日本國有鐵道
- 路段（營業距離）：遠賀川 - 室木（11.2公里）
- 站數：5個（包括起點站）
- 軌距：1067毫米
- 複線路段：沒有（全線單線）
- 電氣化方式：沒有（全線非電氣化（日语：非電化））

## 車站列表
所有車站都位於福岡縣。接續路線的公司名，所在地以室木線廢除時為準。
| 中文站名 | 日文站名 | 英文站名 | 站間距離 | 營業距離 | 接續路線                 | 所在地       |
| -------- | -------- | -------- | -------- | -------- | ------------------------ | ------------ |
| 遠賀川   |          |          | -        | 0.0      | 日本國有鐵道：鹿兒島本線 | 遠賀郡遠賀町 |
| 古月     |          |          | 3.8      | 3.8      |                          | 鞍手郡鞍手町 |
| 鞍手     |          |          | 3.4      | 7.2      |                          | 鞍手郡鞍手町 |
| 八尋     |          |          | 2.2      | 9.4      |                          | 鞍手郡鞍手町 |
| 室木     |          |          | 1.8      | 11.2     |                          | 鞍手郡鞍手町 |

1. ↑  筑豐本線的鞍手站是此線廢除後新設的另一個車站。